# Jerry Tumbler
Jerry Tumbler est l'un des trois personnages principaux de la bande dessinée Buck Danny publiée à ses débuts dans le Journal de Spirou.
N'ayant pas le charisme de Buck Danny ou l'effet comique de Sonny Tuckson, Tumbler est le personnage le plus discret du trio. Les scénaristes le font quelquefois jouer un rôle de premier plan, mais il reste généralement dans l'ombre. Toutefois ses compétences et son sérieux sont aussi appréciables et bénéfiques qu'est d'à-propos son sens de l'humour.

## Circonstances
C'est dans l'album La Revanche des Fils du Ciel que les trois futurs amis se rencontrent. Les premiers rapports sont tendus car Tumbler, alors capitaine chevronné dans la 14th USAAF, voit d'un très mauvais œil l'arrivée du commandant Buck Danny qui devient chef d'escadrille, fonction qu'il convoitait.
Sa rancœur se mue d’emblée en désir de vengeance qu’il ne cache nullement. Avec fermeté et franchise, il l’exprime d’ailleurs à Danny. La haine de Tumbler à l’égard de son chef ne remet toutefois pas en cause sa loyauté. Et ces qualités permettent (tout à la fin de La Revanche des Fils du Ciel) une réconciliation qui scelle entre les deux pilotes une amitié indéfectible.

## Prénom tardif
Son prénom est rarement mentionné. Pendant la période dessinée par Victor Hubinon, il est toujours appelé Tumbler ou encore « Tumb ». Bien que de rares indices soient visibles avant (à cinq occasions) on ne découvrira son prénom, Jerry, en toutes lettres qu'en 1960, à l'occasion d'un mini-récit de Spirou.
Il faut cependant attendre que Bergèse ait pris le relais de dessinateur de la série pour que l'usage de son prénom devienne plus courant.
Cet emploi demeure toutefois très compté (et, hormis une seule occasion verbale, uniquement sous la forme de son initiale « J. ») apparaissant essentiellement sur les marques de cockpit des appareils qui lui sont attribués, et sur les badges nominatifs de poitrine qu’il arbore sur ses uniformes. La première mention du prénom (par l'initiale « J. ») sur le cockpit de son chasseur F-14 (no 206) se situe dans l’épisode Mission Apocalypse, planche MA.4A, case B.2, . Pour autant, B. Danny continue (dans la même case) de l’appeler par son diminutif « Tumb ».
Le premier badge nominatif de poitrine où figure visiblement son initiale « J. » se situe dans l’épisode Les Agresseurs, planche A.18B, case D.1. Dans ce même épisode, tentant de lui restituer enfin son prénom, Buck Danny adresse à Tumbler un : « ?!!?… Pas d’accord, Jerry ?… » (planche A.20A, case B.1). Cette tentative ne se reproduit pas. Sous réserve d’en déceler d’autres, il s’agit de la seule et unique expression vocale de son prénom.
Cette particularité a semblé entraîner une (légère) incohérence dans l'album Alerte atomique, prépublié en 1965. Les trois héros ayant usurpé l'identité de trois mercenaires, il leur est précisé par la CIA qu'ils garderont dans leur fausse identité (par commodité, afin de leur éviter de se couper et de se trahir par inadvertance) leurs « vrais » prénoms respectifs. Si Danny devient ainsi Buck Muller et Tuckson, Sonje Borg, Tumbler endosse l’identité de Tumb Lundsen. Ce qui aurait pu laisser penser que Tumbl[er] est bien (initialement) son prénom. Mais, pour les protagonistes, cela ne revient en fait qu'à entériner une habitude verbale ancrée profondément et de longue date.
Il n’y a donc pas vraiment contradiction avec l'apparition (en 1960) du prénom Jerry, qui n’a jamais été utilisé pendant la période de Victor Hubinon.

## Caractère
Sa première apparition dans la série montre Tumbler comme un personnage paradoxal.
Militaire discipliné et excellent pilote mais manquant manifestement de lucidité et de jugement, il est encore psychologiquement puéril. À la fois obtus, têtu et effronté, il est amer et frustré. Incapable de surmonter sa déception d’avoir vu Buck Danny le supplanter au commandement de l’escadrille, il est littéralement dominé par la rancœur et le ressentiment.
Envieux et incapable de souplesse et d’adaptation, en raison de son caractère orgueilleux et haineux, il provoque des rapports plus que rugueux avec son entourage.
Son orgueil démesuré le conduit même à des prises de risques inconsidérés, même s'il demeure discipliné et conscient de son devoir d’état qu’il assume sans faillir.
Tumbler commet surtout une erreur de jugement flagrante sur la personnalité de Buck Danny. Il mésestime totalement son chef et rival, jusqu'au moment où ce dernier lui aura prouvé toute sa probité, en lui faisant ainsi reconnaître son erreur passée. Ainsi maté par Buck Danny (qui ainsi le fait passer enfin à l’âge adulte), Tumb exprime alors en toutes circonstances, avec maturité et sagesse, son tempérament rigoureux et austère (et presque désincarné, ce qui ultérieurement le fait ironiquement qualifier par Tuckson d'« ...espèce de robot ! »).
Dans la suite de la série, Tumbler se révèle toujours aussi méfiant que circonspect, mais sans jamais se départir d'un sens de l'humour subtil et toujours d'à-propos.